# Affaire des HLM des Hauts-de-Seine
Dans l'affaire des HLM des Hauts-de-Seine, Didier Schuller a fait financer illégalement par des entreprises sa campagne politique à Clichy au début des années 1990. En contrepartie, ces sociétés privées obtenaient en priorité certains marchés publics de l'office HLM du département dont Didier Schuller était également le directeur général entre 1988 et 1995.
L'entrepreneur Francis Poullain, PDG de la SAR, finançait les activités politiques de Didier Schuller en achetant des pages de publicité dans le journal Le Clichois à un tarif disproportionné (108 000 francs la page).
Cette pratique dissimulait un financement politique occulte, contrepartie de l’obtention de marchés auprès de l’office HLM des Hauts-de-Seine, présidé par Patrick Balkany, député-maire RPR de Levallois-Perret.

## Condamnations
En octobre 2005, en première instance devant le tribunal de grande instance de Créteil, Didier Schuller est condamné à cinq ans de prison dont deux fermes. En appel, il est condamné le 25 janvier 2007 à trois ans de prison, dont un ferme. Il est également condamné à une amende de 150 000 euros, ainsi qu'à une privation durant 5 ans de ses droits civiques, civils et familiaux, ce qui le rend inéligible.
Le 15 novembre 2007, la Cour de cassation rejette le pourvoi formé par Didier Schuller. La condamnation prononcée par la cour d'appel le 25 janvier 2007 est ainsi définitive. Il pourrait bénéficier d'une aménagement de peine et ne pas retourner en prison. La Cour de cassation confirme la condamnation à 15 mois de prison avec sursis et 200 000 euros d'amende de l'entrepreneur Francis Poullain, bénéficiaire de marchés publics et ainsi que celle du collecteur de fonds de Didier Schuller, Jean-Paul Schimpf, à 6 mois avec sursis et 100 000 euros d'amende.
Dans cette même affaire, le député-maire UMP de Levallois-Perret, Patrick Balkany est poursuivi pour complicité et relaxé en première instance.

## Chronologie
- 1994 : Le juge Éric Halphen enquête sur une banale affaire de fausses factures concernant la SAR, une entreprise de travaux publics. Après avoir exploré le volet parisien de ce dossier (affaire des HLM de Paris), le magistrat du tribunal de grande instance de Créteil s'intéresse à ses ramifications dans les Hauts-de-Seine[7].

- Éric Halphen soupçonne un système de commissions occultes au sein de l'office HLM des Hauts-de-Seine, présidé par Patrick Balkany et dirigé par Didier Schuller, qui seront tous deux mis en examen. Il s'étonne également des tarifs - 100 000 francs la page (15 000€) - demandés aux entreprises qui passent des publicités dans Le Clichois, journal électoral de Didier Schuller[7].

- 13 décembre 1994 : une perquisition dans les locaux du Clichois est menée par le juge Éric Halphen[8].

- 21 décembre 1994 : le Dr Jean-Pierre Maréchal, beau-père du juge Éric Halphen, est mis en examen pour trafic d’influence et extorsion de fonds[9]. Il est accusé d’avoir voulu soutirer une importante somme d’argent au conseiller général des Hauts-de-Seine, Didier Schuller, menacé par l'enquête, pour solliciter la clémence de son gendre. À la demande du Conseil supérieur de la magistrature, saisi par le président François Mitterrand, le juge Halphen est dessaisi du volet Hauts-de-Seine de l'affaire, confié aux juges Philippe Vandingenen et Serge Portelli, mais conserve le volet parisien[10].

- 1er février 1995 : Jean-Paul Schimpf, un ami intime de Didier Schuller, est arrêté sur un parking, alors que la dirigeante d'une entreprise d'assainissement disait vouloir lui remettre une somme d'argent en liquide[11]. Celle-ci déclarera qu'il s'agissait d'une commission pour obtenir les marchés de l'office HLM des Hauts-de-Seine. Huit jours après, Didier Schuller prenait la fuite en République dominicaine sur les conseils selon lui de son avocat Me Francis Szpiner et de la cellule juridique de l'Elysée (le « cabinet noir »)[12],[13].

- 26 juin 1995 : Les juges Philippe Vandingenen et Serge Portelli perquisitionnent au siège de l’office HLM des Hauts-de-Seine, à Levallois-Perret[14]. Depuis le 9 juin 1995, ils disposent d’un réquisitoire supplétif pour « trafic d'influence, complicité et recel » visant Didier Schuller, en fuite depuis le 10 février 1995[15]. Depuis le 23 juin 1995, ils disposent d’un mandat d’arrêt international contre l’ancien directeur général de l’organisme pour « trafic d’influence » et « abus de biens sociaux »[16].

- 12 février 1996 : La police judiciaire parisienne perquisitionne les locaux de l’office HLM départemental des Hauts-de-Seine, sur commission rogatoire des juges Philippe Vandingenen et Serge Portelli. Les enquêteurs placent sous scellés 170 cartons de documents, essentiellement relatifs à la passation des marchés publics et aux appels d’offres de l’organisme. Il s’agit d’un tournant dans l’instruction, qui s’était jusque-là cantonnée aux investigations sur les entreprises prestataires de services[17].

- Octobre 1997 : Les ministères de la Justice et des Affaires étrangères français demandent l'extradition de Didier Schuller, localisé aux Bahamas, puis en République dominicaine[18],[19].

- 16 mars 2000 : Patrick Balkany est mis en examen pour « trafic d'influence »[20].

- 5 février 2002 : Didier Schuller rentre en France au terme de sept ans de cavale aux Caraïbes[21]. Il est mis en examen et écroué, pour « trafic d'influence et abus de biens sociaux »[22].

- avril 2004 : L'enquête prend fin[23].

- février 2005 : Didier Schuller et Patrick Balkany sont renvoyés devant le tribunal correctionnel de Créteil aux côtés de huit autres prévenus. Didier Schuller est poursuivi pour « recel d'abus de biens sociaux et trafic d'influence ». Patrick Balkany est renvoyé par le juge d'instruction pour « complicité de trafic d'influence », en désaccord avec le parquet, qui concluait à son innocence et au non-lieu[23].

- 21 juin 2005 : le procès débute[23].

- 15 juillet 2005 : Lors de son réquisitoire, le Parquet demande quatre ans de prison dont un an ferme contre Didier Schuller, qualifié de « fanfaron », et la relaxe pour Patrick Balkany[24],[25].

- 18 octobre 2005 : À l'issue du procès, Didier Schuller est condamné à cinq ans de prison, dont trois avec sursis, ainsi qu'à une amende de 150 000 euros, pour « trafic d'influence, recel et complicité d'abus de biens sociaux ». Patrick Balkany est relaxé[24].

## Sources
- HLM des Hauts-de-Seine : Schuller et Balkany devant les juges, Le Monde, 21 juin 2005
- Affaire Schuller : en attendant le déballage, Libération, 21 juin 2005
- Schuller : « J'ai obéi à Charles Pasqua », Libération, 27 juin 2005
- Silence, on touche !, Marianne, 18 février 2002
- HLM : Le témoin qui a tout déclenché, L'Express, 23 février 1995